# Gran Premio motociclistico delle Nazioni 1982
Il Gran Premio motociclistico delle Nazioni fu la quinta gara del motomondiale 1982.
Si disputò il 30 maggio 1982 al Circuito Internazionale Santamonica di Misano Adriatico, e corsero tutte le classi tranne i sidecar.
In 50 (ore 10.00) Stefan Dörflinger ebbe via libera per la vittoria dopo il ritiro di Eugenio Lazzarini. Il pesarese si ritirò anche nella successiva gara della 125 (ore 11.15), nella quale Ángel Nieto battagliò con Pier Paolo Bianchi e Maurizio Vitali: a fine gara lo spagnolo, primo al traguardo, svenne e fu rianimato nell'infermeria del circuito.
Grande rimonta di Anton Mang in 250 (ore 13.15): partito ultimo, il tedesco risalì tutto il gruppo tagliando il traguardo per primo con 95 centesimi di secondo di vantaggio su Roland Freymond. Carlos Lavado, primo per buona parte della gara, fu costretto al ritiro per problemi alla moto.
La gara della 350 (ore 14.15) si risolse all'ultimo giro, quando Massimo Matteoni commise un "dritto" che spianò la strada al belga Didier de Radiguès (alla sua prima vittoria iridata).
Chiuse il programma della giornata la 500 (ore 16.00), con Franco Uncini primo davanti a Freddie Spencer e Graeme Crosby. Il marchigiano si issò in testa alla classifica del mondiale raggiungendo Kenny Roberts, solo quarto al traguardo.

## Classe 500

### Arrivati al traguardo
| Pos. | Nº | Pilota             | Squadra                    | Motocicletta | Giri | Tempo     | Griglia | Punti |
| ---- | -- | ------------------ | -------------------------- | ------------ | ---- | --------- | ------- | ----- |
| 1º   | 13 | Franco Uncini      | Gallina Team Suzuki        | Suzuki       | 40   | 55:29.620 | 1       | 15    |
| 2º   | 22 | Freddie Spencer    | Honda International Racing | Honda        | 40   | +12.720   | 2       | 12    |
| 3º   |    | Graeme Crosby      | Marlboro Team Agostini     | Yamaha       | 40   | +28.870   | 3       | 10    |
| 4º   | 3  | Kenny Roberts      | Yamaha Motor Company       | Yamaha       | 40   | +35.400   | 5       | 8     |
| 5º   | 1  | Marco Lucchinelli  | Honda International Racing | Honda        | 40   | +48.560   | 4       | 6     |
| 6º   | 8  | Kork Ballington    | Team Kawasaki              | Kawasaki     | 40   | +1:07.040 | 8       | 5     |
| 7º   |    | Takazumi Katayama  | Honda International Racing | Honda        | 40   | +1:12.320 | 10      | 4     |
| 8º   |    | Leandro Becheroni  |                            | Suzuki       | 40   | +1:13.410 | 7       | 3     |
| 9º   | 9  | Marc Fontan        | Sonauto Gauloises          | Yamaha       | 39   | +1 giro   | 11      | 2     |
| 10º  |    | Peter Sjöström     |                            | Suzuki       | 39   | +1 giro   | 16      | 1     |
| 11º  |    | Raymond Roche      |                            | Suzuki       | 39   | +1 giro   | 18      |       |
| 12º  |    | Philippe Coulon    | Coulon Marlboro Tissot     | Suzuki       | 39   | +1 giro   | 14      |       |
| 13º  |    | Franck Gross       |                            | Suzuki       | 39   | +1 giro   | 20      |       |
| 14º  |    | Fabio Biliotti     |                            | Suzuki       | 39   | +1 giro   | 24      |       |
| 15º  |    | Lorenzo Ghiselli   |                            | Suzuki       | 38   | +2 giri   | 21      |       |
| 16º  |    | Corrado Tuzii      |                            | Suzuki       | 38   | +2 giri   | 25      |       |
| 17º  |    | Edoardo Elias      |                            | Yamaha       | 38   | +2 giri   | 30      |       |
| 18º  |    | Víctor Palomo      |                            | Suzuki       | 38   | +2 giri   | 28      |       |
| 19º  |    | Giovanni Pelletier | Morbidelli                 | Morbidelli   | 38   | +2 giri   | 27      |       |
| 20º  |    | Raffaele Pasqual   |                            | Yamaha       | 37   | +3 giri   | 23      |       |

### Ritirati
| Nº | Pilota            | Squadra              | Motocicletta | Griglia |
| -- | ----------------- | -------------------- | ------------ | ------- |
|    | Andreas Hofmann   |                      | Suzuki       | 9       |
|    | Michel Frutschi   | Moto Sanvenero       | Sanvenero    | 12      |
|    | Giulio del Piano  |                      | Suzuki       | 29      |
|    | Guido Paci        | MDS Belgarda         | Yamaha       | 17      |
|    | Reinhold Roth     | Wolfgang Kucera      | Suzuki       | 26      |
|    | Sergio Pellandini |                      | Suzuki       | 22      |
|    | Seppo Rossi       |                      | Suzuki       | 19      |
| 2  | Randy Mamola      | HB Suzuki            | Suzuki       | 15      |
| 7  | Barry Sheene      | Yamaha Motor Company | Yamaha       | 6       |

### Non partito
| Nº | Pilota         | Squadra                | Motocicletta | Griglia |
| -- | -------------- | ---------------------- | ------------ | ------- |
|    | Graziano Rossi | Marlboro Team Agostini | Yamaha       | 13      |

## Classe 350
30 piloti alla partenza.

### Arrivati al traguardo
| Pos. | Pilota              | Motocicletta      | Tempo     | Griglia | Punti |
| ---- | ------------------- | ----------------- | --------- | ------- | ----- |
| 1º   | Didier de Radiguès  | Chevallier-Yamaha | 51:22.110 | 1       | 15    |
| 2º   | Carlos Lavado       | Yamaha            | +3.060    | 6       | 12    |
| 3º   | Massimo Matteoni    | Bimota-Yamaha     | +4.820    | 2       | 10    |
| 4º   | Anton Mang          | Kawasaki          | +10.230   | 5       | 8     |
| 5º   | Martin Wimmer       | Yamaha            | +43.010   | 4       | 6     |
| 6º   | Éric Saul           | Chevallier-Yamaha | +47.580   | 3       | 5     |
| 7º   | Gustav Reiner       | Bimota-Yamaha     | +47.700   | 8       | 4     |
| 8º   | Herbert Hauf        | Kawasaki          | +57.680   | 11      | 3     |
| 9º   | Jacques Cornu       | Yamaha            | +1:13.200 | 9       | 2     |
| 10º  | Attilio Riondato    | Bimota-Yamaha     | +1 giro   | 16      | 1     |
| 11º  | Marino Neri         | GR2               |           | 19      |       |
| 12º  | Wolfgang von Muralt | Bimota-Yamaha     |           | 10      |       |
| 13º  | Edwin Weibel        | Yamaha            |           | 24      |       |
| 14º  | Christian Sarron    | Yamaha            |           | 15      |       |
| 15º  | Tony Head           | Yamaha            | +2 giri   | 25      |       |
| 16º  | Andy Berger         | Yamaha            | +3 giri   | 29      |       |

### Ritirati
| Pilota              | Motocicletta | Griglia |
| ------------------- | ------------ | ------- |
| Alan North          | Yamaha       | 7       |
| Jean-François Baldé | Kawasaki     | 12      |
| Jeffrey Sayle       | Armstrong    | 13      |
| Patrick Fernandez   | Yamaha       | 14      |
| Roger Sibille       | Yamaha       | 17      |
| Karl-Thomas Grässel | Yamaha       | 18      |
| Mar Schouten        | Yamaha       | 20      |
| Donnie Robinson     | Yamaha       | 21      |
| René Delaby         | Yamaha       | 22      |
| Edoardo Alemán      | Yamaha       | 23      |
| Yasauki Fujimoto    | Yamaha       | 26      |
| Marcello Iannetta   | Yamaha       | 27      |
| Harald Eckl         | Yamaha       | 28      |
| Toni Garcia         | Yamaha       | 30      |

## Classe 250
30 piloti alla partenza.

### Arrivati al traguardo
| Pos | Pilota                 | Motocicletta | Tempo     | Griglia | Punti |
| --- | ---------------------- | ------------ | --------- | ------- | ----- |
| 1   | Anton Mang             | Kawasaki     | 47:59.670 | 11      | 15    |
| 2   | Roland Freymond        | MBA          | +0.950    | 6       | 12    |
| 3   | Jean-Louis Tournadre   | Yamaha       | +8.230    | 10      | 10    |
| 4   | Antonio Neto           | Yamaha       | +8.930    | 12      | 8     |
| 5   | Christian Estrosi      | Pernod       | +9.090    | 5       | 6     |
| 6   | Massimo Broccoli       | Yamaha       | +16.550   | 4       | 5     |
| 7   | Marcellino Lucchi      | Yamaha       | +33.820   | 14      | 4     |
| 8   | Christian Sarron       | Yamaha       | +34.200   | 23      | 3     |
| 9   | Jacques Cornu          | Yamaha       | +37.500   | 8       | 2     |
| 10  | Pierluigi Conforti     | Kawasaki     | +42.260   | 9       | 1     |
| 11  | Jean-François Baldé    | Kawasaki     | +45.980   | 17      |       |
| 12  | Pierluigi Aldrovandi   | Yamaha       | +57.100   | 16      |       |
| 13  | Bengt Elgh             | Yamaha       | +1:05.850 | 24      |       |
| 14  | Jean-Louis Guignabodet | Kawasaki     | +1:08.020 | 29      |       |
| 15  | Franco Marcheggiani    | Yamaha       | +1:12.100 | 15      |       |
| 16  | Hans Müller            | MBA          |           | 20      |       |

### Ritirati
| Pilota             | Motocicletta | Griglia |
| ------------------ | ------------ | ------- |
| Massimo Matteoni   | Yamaha       | 1       |
| Didier de Radiguès | Chevallier   | 2       |
| Martin Wimmer      | Yamaha       | 3       |
| Carlos Lavado      | Yamaha       | 7       |
| Jeffrey Sayle      | Armstrong    | 13      |
| Paolo Ferretti     | MBA          | 18      |
| Maurizio Vitali    | MBA          | 19      |
| Ivan Palazzese     | MBA          | 21      |
| Jacques Bolle      | Yamaha       | 22      |
| Donnie Robinson    | Yamaha       | 25      |
| Mar Schouten       | MBA          | 26      |
| Herbert Hauf       | Yamaha       | 27      |
| Toni Garcia        | Rotax        | 28      |
| Patrick Fernandez  | Bartol       | 30      |

## Classe 125
32 piloti alla partenza.

### Arrivati al traguardo
| Pos | Pilota               | Motocicletta | Tempo     | Griglia | Punti |
| --- | -------------------- | ------------ | --------- | ------- | ----- |
| 1   | Ángel Nieto          | Garelli      | 45:14.800 | 10      | 15    |
| 2   | Pier Paolo Bianchi   | Sanvenero    | +25.740   | 1       | 12    |
| 3   | Ivan Palazzese       | MBA          | +28.310   | 7       | 10    |
| 4   | Pierluigi Aldrovandi | MBA          | +30.840   | 6       | 8     |
| 5   | Hugo Vignetti        | Sanvenero    | +32.030   | 8       | 6     |
| 6   | Hans Müller          | MBA          | +34.380   | 5       | 5     |
| 7   | Bruno Kneubühler     | MBA          | +58.180   | 13      | 4     |
| 8   | Johnny Wickström     | MBA          | +1:00.940 | 22      | 3     |
| 9   | Domenico Brigaglia   | MBA          | +1:01.090 | 16      | 2     |
| 10  | Libero Piccirillo    | MBA          | +1:04.190 | 15      | 1     |
| 11  | Roberto Ruosi        | MBA          | +1:40.750 | 9       |       |
| 12  | Stefano Caracchi     | MBA          | +1 giro   | 23      |       |
| 13  | Gerard               | Sanvenero    |           | 17      |       |
| 14  | Matti Kinnunen       | MBA          |           | 25      |       |
| 15  | Alex Bedford         | MBA          |           | 24      |       |
| 16  | Jacky Hutteau        | MBA          |           |         |       |
| 17  | Alfred Waibel        | MBA          |           | 28      |       |
| 18  | Andrés Sánchez       | MBA          | +2 giri   | 30      |       |
| 19  | Per Larsen           | MBA          |           |         |       |

### Ritirati
| Pilota              | Motocicletta | Griglia |
| ------------------- | ------------ | ------- |
| Eugenio Lazzarini   | Garelli      | 2       |
| Ricardo Tormo       | Sanvenero    | 3       |
| Maurizio Vitali     | MBA          | 4       |
| August Auinger      | MBA          | 11      |
| Fausto Gresini      | MBA          | 12      |
| Jean-Claude Selini  | MBA          | 14      |
| Gerhard Waibel      | MBA          | 18      |
| Willy Pérez         | MBA          | 19      |
| Erich Klein         | MBA          | 20      |
| Stefan Dörflinger   | Morbidelli   | 21      |
| Henk van Kessel     | MBA          | 26      |
| Per-Edvard Carlsson | MBA          | 27      |
| Ezio Mischiatti     | MBA          | 29      |

## Classe 50
30 piloti alla partenza.

### Arrivati al traguardo
| Pos | Pilota              | Motocicletta | Tempo     | Griglia | Punti |
| --- | ------------------- | ------------ | --------- | ------- | ----- |
| 1   | Stefan Dörflinger   | Kreidler     | 38:39.410 | 1       | 15    |
| 2   | Ricardo Tormo       | Bultaco      | +3.390    | 3       | 12    |
| 3   | Claudio Lusuardi    | Moto Villa   | +48.300   | 7       | 10    |
| 4   | Giuseppe Ascareggi  | Minarelli    | +48.940   | 4       | 8     |
| 5   | Massimo de Lorenzi  | Minarelli    | +1:34.340 | 17      | 6     |
| 6   | Hans-Jürgen Hummel  | Sachs        | +1:36.500 | 22      | 5     |
| 7   | Ingo Emmerich       | Kreidler     | +1:36.500 | 15      | 4     |
| 8   | Hagen Klein         | Massa Real   | +1:43.900 | 13      | 3     |
| 9   | Paolo Priori        | Paolucci     | +1 giro   | 8       | 2     |
| 10  | Henk van Kessel     | Kreidler     |           | 14      | 1     |
| 11  | George Looijesteijn | Kreidler     |           | 20      |       |
| 12  | Claudio Granata     | Kreidler     |           | 23      |       |
| 13  | Otto Machinek       | Kreidler     |           | 29      |       |
| 14  | Chris Baert         | H.H.         | +2 giri   | 28      |       |
| 15  | Bruno Casadei       | Tomos        |           | 25      |       |

### Ritirati
| Pilota             | Motocicletta | Griglia |
| ------------------ | ------------ | ------- |
| Eugenio Lazzarini  | Garelli      | 2       |
| Rainer Kunz        | FKN          | 5       |
| Jorge Martínez     | Bultaco      | 6       |
| Theo Timmer        | Bultaco      | 9       |
| Rainer Scheidhauer | Kreidler     | 10      |
| Yves Dupont        | Kreidler     | 11      |
| Rolf Blatter       | Kreidler     | 12      |
| Giuliano Gerani    | BBFT         | 16      |
| Hans Spaan         | Kreidler     | 18      |
| Joaquin Gali       | Bultaco      | 19      |
| Mauro Mordenti     | Rossi        | 21      |
| Salvatore Milano   | UFO          | 24      |
| Gerhard Singer     | Hess         | 26      |
| Ramon Gali         | Bultaco      | 27      |
| Pascal Kambourian  | Benitaco     | 30      |

## Fonti e bibliografia
- Stampa Sera, 31 maggio 1982, pag. 14